# الملعب البلدي (الحسكة)
ملعب الحسكة البلدي ملعب كرة قدم سوري يستضيف مباريات نادي الجزيرة السوري اعيد تاهيله عام 2016 بعد اضرار كبيرة اصابته بسبب الازمة السورية .